# Сан Бенедето (Болоња)
Сан Бенедето (итал. San Benedetto) је насеље у Италији у округу Болоња, региону Емилија-Ромања.
Према процени из 2011. у насељу је живело 121 становника. Насеље се налази на надморској висини од 22 м.